# W Aurigae
W Aurigae är en förmörkelsevariabel av Mira Ceti-typ  i stjärnbilden Kusken. Stjärnan varierar mellan magnitud +8 och 15,3 med en period av 274,27 dygn.